# Hunt Stromberg
Hunt Stromberg (Louisville, 12 luglio 1894 – Santa Monica, 23 agosto 1968) è stato un produttore cinematografico e regista statunitense.
Nella sua prolifica carriera cinematografica, durata trent'anni, Stromberg produsse, scrisse e diresse alcuni dei film hollywoodiani più popolari e di maggior profitto come la serie del L'uomo ombra e i film operetta che avevano come protagonista la coppia Nelson Eddy/Jeanette MacDonald. Di sua produzione anche il famoso Donne di George Cukor e Il paradiso delle fanciulle, film che, nel 1937, gli fece vincere l'Oscar al miglior film.
Suo figlio Hunt Stromberg Jr. (1923-1986), nato dal matrimonio con Katherine Kerwin, fu produttore teatrale, radiofonico e televisivo.

## Filmografia

### Produttore
- Eden and Return, regia di William A. Seiter (1921)
- Boy Crazy, regia di William A. Seiter (1922)
- A Ladies Man, regia di Hunt Stromberg - cortometraggio (1922)
- The Punctured Prince, regia di Hunt Stromberg e Hugh Fay - cortometraggio (1922)
- Glad Rags , regia di Hugh Fay - cortometraggio (1922)
- Glad Days, regia di Hunt Stromberg - cortometraggio (1922)
- Rob 'Em Good, regia di Hunt Stromberg - cortometraggio (1923)
- The Two Twins, regia di Hunt Stromberg - cortometraggio (1923)
- Snowed Under, regia di Hunt Stromberg - cortometraggio (1923)
- High Society, regia di Hunt Stromberg - cortometraggio (1923)
- One Wild Day, regia di Hunt Stromberg - cortometraggio (1923)
- Breaking Into Society, regia di Hunt Stromberg (1923)
- The Fire Patrol , regia di Hunt Stromberg (1924)
- A Cafe in Cairo, regia di Chester Withey (1924)
- The Flaming Forties, regia di Tom Forman (1924)
- The Texas Trail, regia di Scott R. Dunlap (1925)
- Off the Highway, regia di Tom Forman (1925)
- The Primrose Path, regia di Harry O. Hoyt (1925)
- The Prairie Pirate, regia di Edmund Mortimer (1925)
- Ombre bianche (White Shadows in the South Seas), regia di W.S. Van Dyke e, non accreditato, Robert J. Flaherty (1928)
- Le nostre sorelle di danza (Our Dancing Daughters), regia di Harry Beaumont (1928)
- Il ponte di San Luis Rey (The Bridge of San Luis Rey), regia di Charles Brabin  (1929)
- Vendetta d'oriente (Where East Is East), regia di Tod Browning (1929)
- Il ferroviere (Thunder), regia di William Nigh (1929)
- Ragazze americane (Our Modern Maidens), regia di Jack Conway (1929)
- The Easiest Way, regia di Jack Conway (1931)
- Le chanteur de Séville, regia di Ramón Novarro e Yvan Noé (1931)
- Mani colpevoli (Guilty Hands), regia di W.S. Van Dyke e, non accreditato, Lionel Barrymore (1931)
- Il pericolo pubblico n. 1 (The Beast of the City), regia di Charles Brabin (1932)
- The Wet Parade, regia di Victor Fleming (1932)
- Ritorno (Letty Lynton), regia di Clarence Brown (1932)
- Lo schiaffo (Red Dust), regia di Victor Fleming (1932)
- Il caso dell'avv. Durant (Penthouse), regia di W. S. Van Dyke (1933)
- Figlia d'arte (Stage Mother), regia di Charles Brabin  (1933)
- Argento vivo (Bombshell), regia di Victor Fleming (1933)
- L'idolo delle donne (The Prizefighter and the Lady), regia di W.S. Van Dyke e, non accreditato, Howard Hawks (1933)
- Eskimo, regia di W. S. Van Dyke (1933)
- Laughing Boy, regia di  W.S. Van Dyke (1934)
- L'uomo ombra (The Thin Man), regia di W. S. Van Dyke (1934)
- L'isola del tesoro (Treasure Island), regia di Victor Fleming (1934)
- Il rifugio (Hide-Out), regia di W. S. Van Dyke (1934)
- Incatenata (Chained), regia di Clarence Brown (1934)
- Il velo dipinto (The Painted Veil), regia di Richard Boleslawski (1934)
- Terra senza donne (Naughty Marietta), regia di (non accreditati) Robert Z. Leonard e W. S. Van Dyke (1935)
- Ah Wilderness!, regia di Clarence Brown (1935)
- Rose-Marie, regia di W. S. Van Dyke (1936)
- Gelosia (Wife vs. Secretary), regia di Clarence Brown (1936)
- Il paradiso delle fanciulle (The Great Ziegfeld), regia di Robert Z. Leonard (1936)
- La provinciale (Small Town Girl), regia di Robert Z. Leonard e William A. Wellman (1936)
- Dopo l'uomo ombra (After the Thin Man), regia di W.S. Van Dyke (1936)
- Primavera (Maytime), regia di Robert Z. Leonard (1937)
- Notturno tragico (Night Must Fall), regia di Richard Thorpe (1937)
- La lucciola (The Firefly), regia di Robert Z. Leonard (1937)
- Maria Antonietta (Marie Antoinette), regia di W. S. Van Dyke (1938)
- Bisticci d'amore (Sweethearts), regia di W.S. Van Dyke (1938)
- Spregiudicati (Idiot's Delight), regia di Clarence Brown (1939)
- Donne (The Women), regia di George Cukor (1939)
- Si riparla dell'uomo ombra (Another Thin Man), regia di W.S. Van Dyke (1939)
- Passaggio a Nord-Ovest (Northwest Passage), regia di King Vidor (1940)
- Peccatrici folli (Susan and God), regia di George Cukor (1940)
- Orgoglio e pregiudizio (Pride and Prejudice), regia di Robert Z. Leonard (1940)
- Avventura a Bombay (They Met in Bombay), regia di Clarence Brown (1941)
- L'ombra dell'uomo ombra (Shadow of the Thin Man), regia di W.S. Van Dyke (1941)
- Musica sulle nuvole (I Married an Angel), regia di W.S. Van Dyke (1942)
- Le stelle hanno paura (Lady of Burlesque), regia di William A. Wellman (1943)
- Veleno in paradiso (Guest in the House), regia di John Brahm e, non accreditati, John Cromwell, André De Toth e Lewis Milestone (1944)
- Deliziosamente pericolosa (Delightfully Dangerous), regia di Arthur Lubin (1945)
- Una giovane vedova (Young Widow), regia di Edwin L. Marin (1946)
- Venere peccatrice (The Strange Woman), regia di Edgar G. Ulmer (1946)
- Disonorata (Dishonored Lady), regia di Robert Stevenson (1947)
- Lo sparviero di Londra (Lured), regia di Douglas Sirk (1947)
- È tardi per piangere (Too Late for Tears), regia di Byron Haskin (1949)
- Tra mezzanotte e l'alba (Between Midnight and Dawn), regia di Gordon Douglas (1950)
- La maschera del vendicatore (Mask of the Avenger), regia di Phil Karlson (1951)

### Regista
- A Ladies Man - cortometraggio (1922)
- The Punctured Prince, co-regia di Hugh Fay - cortometraggio (1922)
- Glad Days - cortometraggio (1922)
- Rob 'Em Good - cortometraggio (1923)
- The Two Twins - cortometraggio (1923)
- Snowed Under - cortometraggio (1923)
- High Society - cortometraggio (1923)
- One Wild Day - cortometraggio (1923)
- Breaking Into Society (1923)
- The Fire Patrol (1924)
- The Siren of Seville, co-regia di Jerome Storm (1924)
- A Tour of the Thomas Ince Studio - documentario (1924)
- Paint and Powder (1925)